# Okręg wyborczy nr 75 do Sejmu Polskiej Rzeczypospolitej Ludowej (1989–1991)
Okręg wyborczy nr 75 do Sejmu Polskiej Rzeczypospolitej Ludowej (1989–1991) obejmował Płock oraz gminy Bielsk, Bodzanów, Borowiczki, Brudzeń Duży, Bulkowo, Czerwińsk nad Wisłą, Drobin, Gozdowo, Mała Wieś, Mochowo, Radzanowo, Rościszewo, Sierpc, Staroźreby, Szczutowo, Wyszogród i Zawidz (województwo płockie). W ówczesnym kształcie został utworzony w 1989. Wybieranych było w nim 4 posłów w systemie większościowym.
Siedzibą okręgowej komisji wyborczej był Płock.

## Wybory parlamentarne 1989

### Mandat nr 287 –Polska Zjednoczona Partia Robotnicza
| Kandydat | I tura | I tura | II tura | II tura |
| Kandydat | Głosów | %      | Głosów  | %       |
| --- | ------ | ------ | ------- | ------- |
| Wanda Sokołowska                                                                                              | 14 332 | 16,08  | 14 735  | 44,48   |
| Eugeniusz Korsak                                                                                              | 10 844 | 12,17  | 14 187  | 42,83   |
| Krzysztof Bieńkowski                                                                                          | 9558   | 10,72  | —       | —       |
| Władysław Skalny                                                                                              | 4807   | 5,39   | —       | —       |
| Alojzy Żurawski                                                                                               | 4109   | 4,61   | —       | —       |
| Kazimierz Pokrętowski                                                                                         | 3363   | 3,77   | —       | —       |
| Liczba głosów ważnych: 89 131 (I tura) • 33 127 (II tura) Źródło: Państwowa Komisja Wyborcza I tura i II tura |        |        |         |         |

### Mandat nr 288 – bezpartyjny
| Kandydat                                                         | Głosów | %     |
| ---------------------------------------------------------------- | ------ | ----- |
| Maria Stępniak                                                   | 71 305 | 71,56 |
| Grzegorz Woźniak                                                 | 18 171 | 18,24 |
| Piotr Bronowski                                                  | 5376   | 5,40  |
| Liczba głosów ważnych: 99 642 Źródło: Państwowa Komisja Wyborcza |        |       |

### Mandat nr 289 – bezpartyjny
| Kandydat                                                         | Głosów | %     |
| ---------------------------------------------------------------- | ------ | ----- |
| Tadeusz Ścieszko                                                 | 63 026 | 65,53 |
| Jarosław Pardyka                                                 | 17 890 | 18,60 |
| Ryszard Kuliński                                                 | 5223   | 5,43  |
| Tadeusz Załęski                                                  | 4875   | 5,07  |
| Liczba głosów ważnych: 96 172 Źródło: Państwowa Komisja Wyborcza |        |       |

### Mandat nr 451 –Zjednoczone Stronnictwo Ludowe
| Kandydat                                                         | Głosów | %     |
| ---------------------------------------------------------------- | ------ | ----- |
| Alicja Kornasiewicz                                              | 15 922 | 47,99 |
| Jerzy Chrabąszcz                                                 | 11 215 | 33,80 |
| Liczba głosów ważnych: 33 178 Źródło: Państwowa Komisja Wyborcza |        |       |